# Porsche 914
Pour les articles homonymes, voir Porsche.
La Porsche 914 ou VW-Porsche 914 est une voiture de sport Targa des constructeurs automobile allemands Volkswagen-Porsche, présentée au salon de l'automobile de Francfort 1969 et produite à 118 500 exemplaires jusqu'en 1976

## Historique
En 1964, Porsche met avec succès sur le marché sa Porsche 911, beaucoup plus chère que sa devancière, la Porsche 356 de 1948, ce qui lui fait perdre une partie de sa clientèle. 

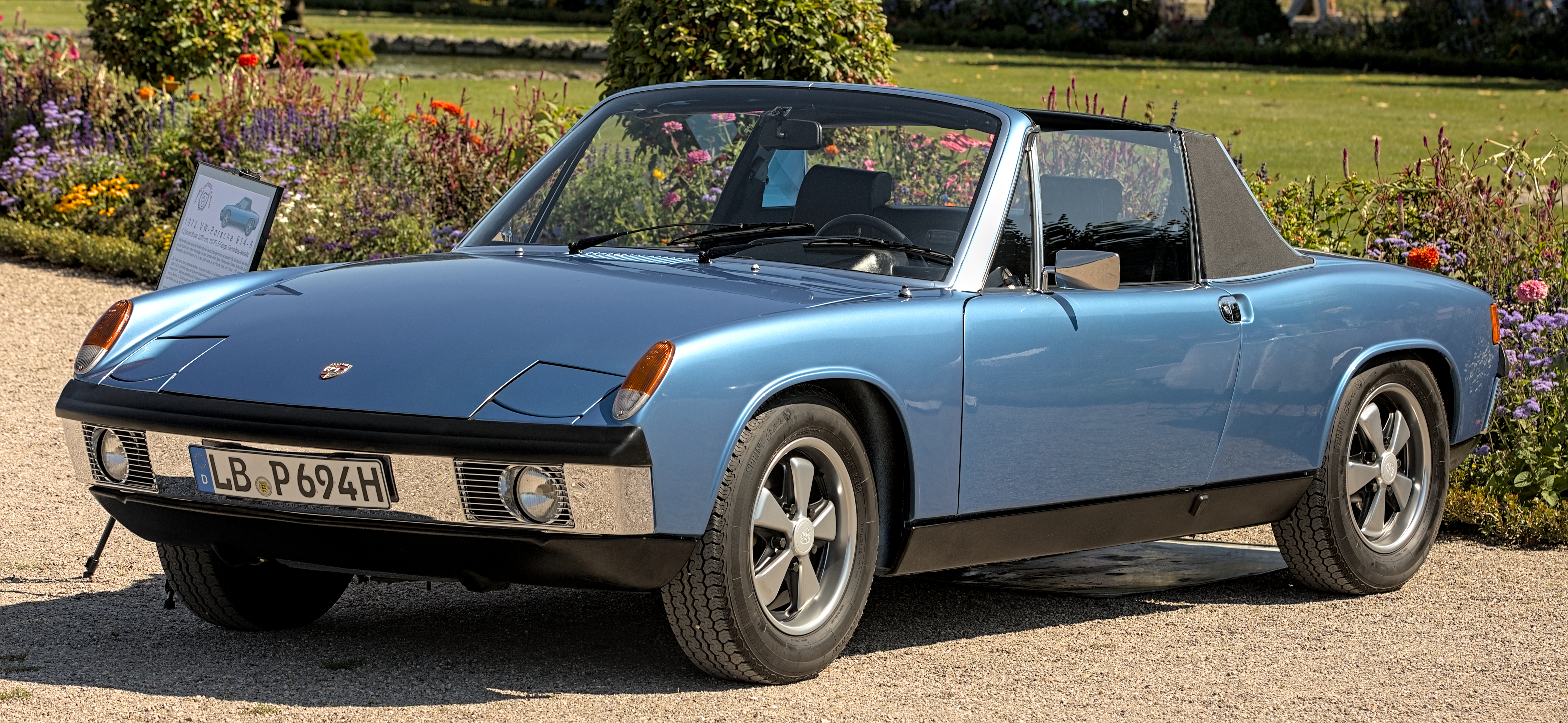

La marque pense alors à produire un modèle « entrée de gamme Porsche » plus accessible, qui puisse séduire une population jeune et aisée. Après les lourds investissements consacrés au développement et au lancement de la 911, Porsche partage les coûts de développement d’un nouveau modèle avec Volkswagen, dont la Volkswagen Karmann Ghia des années 1960 arrive en fin de carrière. Le nouveau « modèle sportif de grande diffusion » doit être bon marché, comme toutes les Volkswagen de l’époque, sportif et rester dans l’esprit Volkswagen.

Ferdinand Porsche est le fondateur de Porsche avec son premier moteur 4 cylindres à plat et sa  première Porsche Type 12 de 1931, et de Volkswagen avec sa première Volkswagen Coccinelle de 1937. 
Le design de la carrosserie très légère de 914 Targa à phares escamotables est attribué à Ferdinand Alexander Porsche (petit-fils de Ferdinand Porsche),. Les 914-4 sont entièrement fabriquées chez le carrossier allemand indépendant Karmann d'Osnabrück. Pour les 914-6, Porsche se fait livrer les caisses à Stuttgart (Zuffenhausen) où le moteur 6 cylindres et les trains roulants sont montés sur la même ligne que les 911.
Deux versions de moteurs à plat sont prévus : 
- un 4 cylindres (914-4) Volkswagen (1,7 -  1,8 - 2 L)
- un 6 cylindres (914-6) Porsche (2 L)

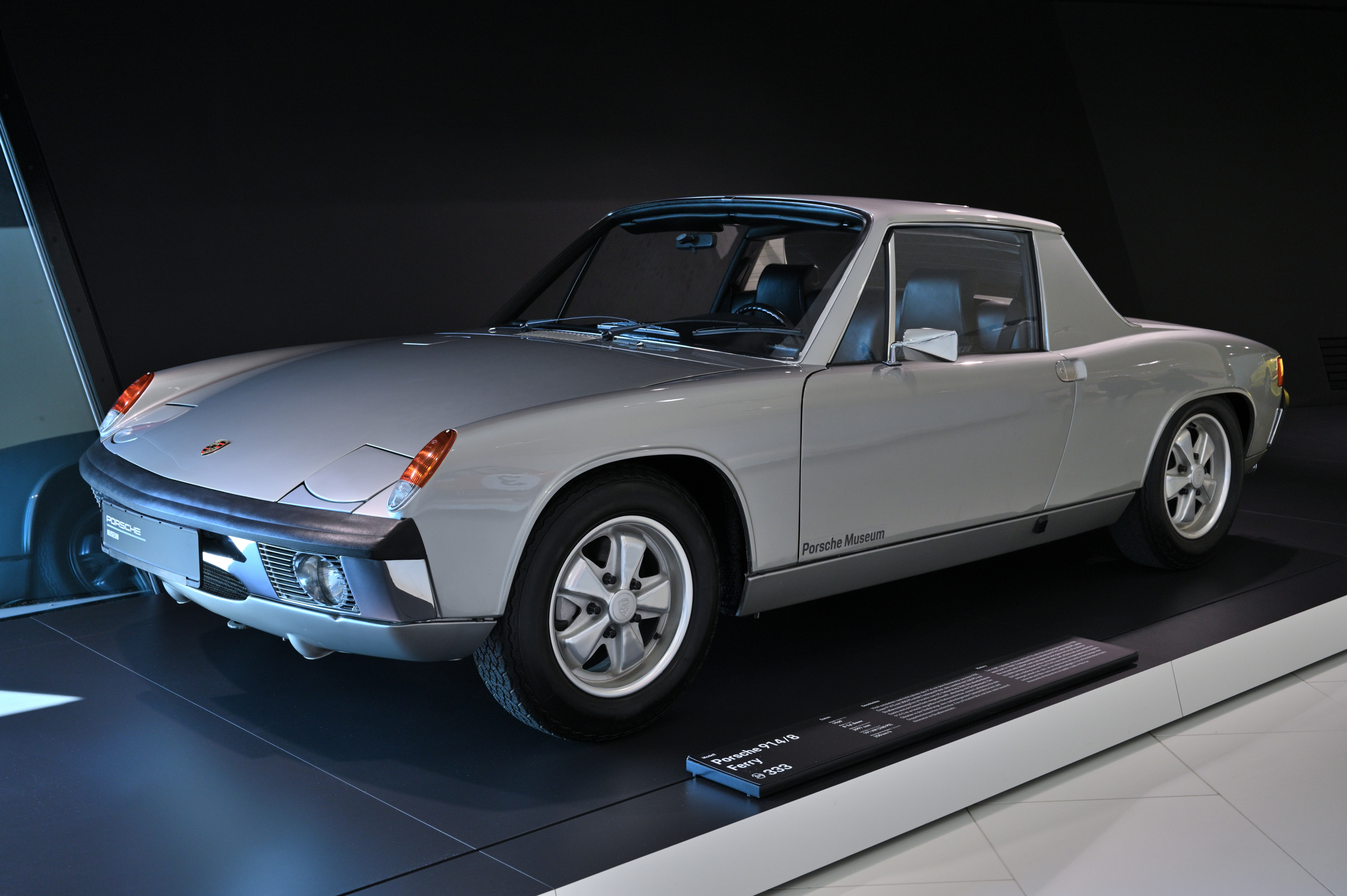
Porsche 914/8 au Porsche Museum de Stuttgart

Outre l’organisation inhabituelle de la production de ces voitures, leur distribution est également différente. En effet, la 914 n'a pas été distribuée sous la même marque selon les pays. En Europe, une marque « Volkswagen-Porsche » est créée afin d’assurer la distribution des nouveaux modèles. Cette marque, vite abandonnée, ne trompe pas la clientèle ; la 914-4 est assimilée à une Volkswagen (la carte grise mentionne VW type 47) et la 914-6 à une Porsche.

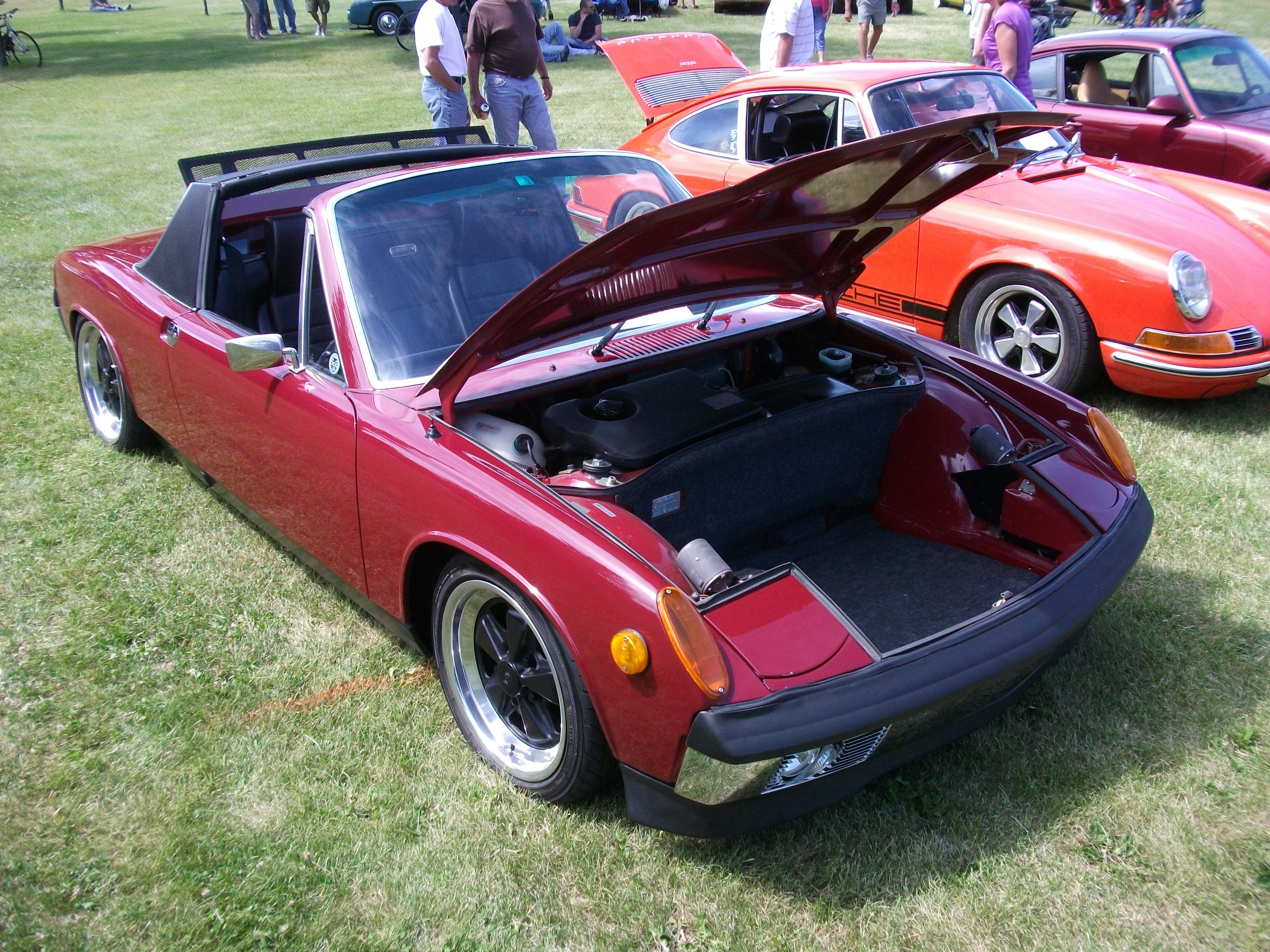

En France, le modèle est distribué sous la marque Volkswagen-Porsche dans le réseau Porsche de l'importateur Sonauto, qui propose des kits pour augmenter la puissance des 914-6 : « Le Mans », ou « Monte-Carlo » en 1971, pour atteindre 150 ch.

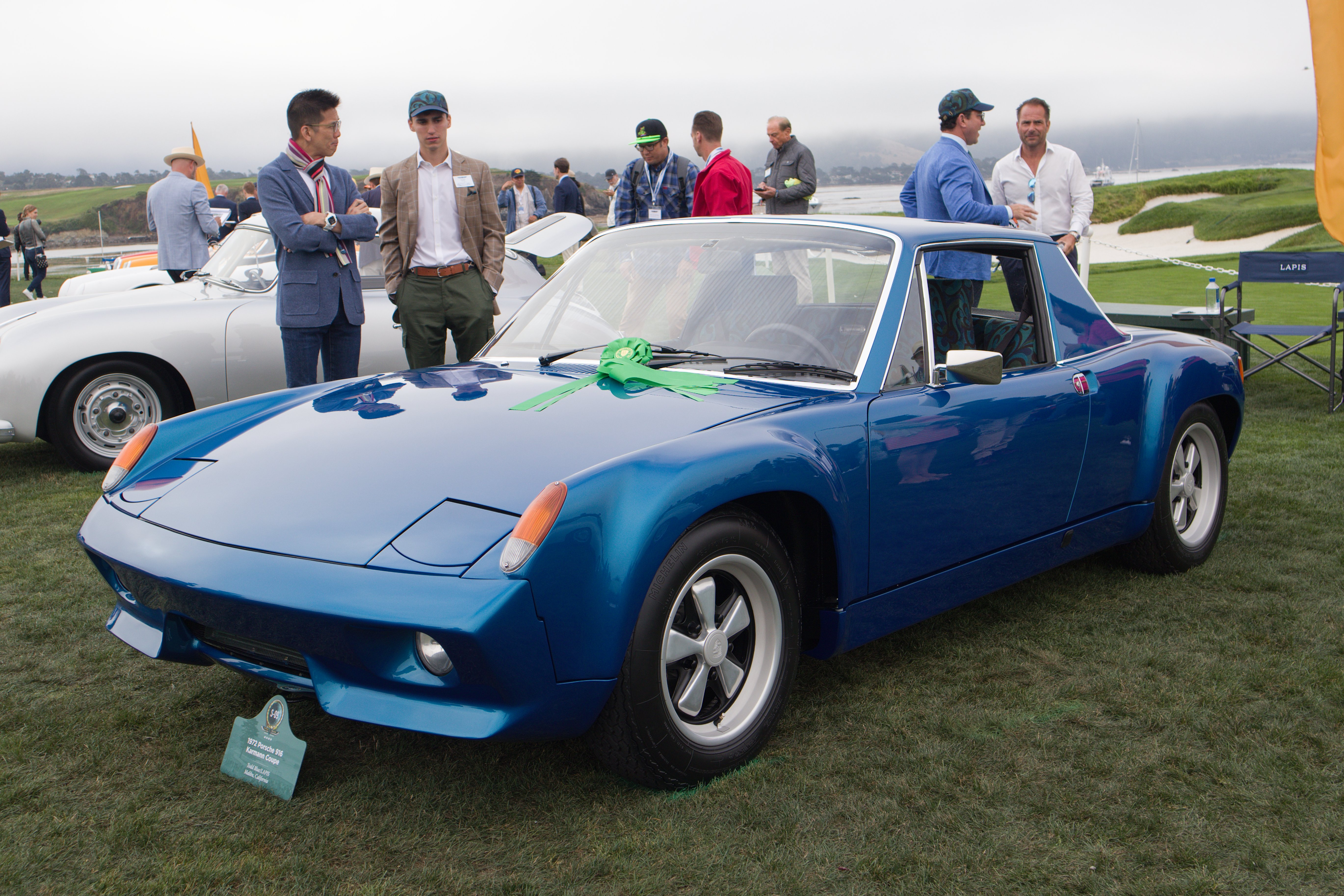
Porsche 916, au Pebble Beach Concours d'Elegance 2023

Aux États-Unis, les 914-4 et les 914-6 sont vendues sous la marque « Porsche ». Le motif invoqué par les responsables américains de VW pour ne pas prendre en charge la distribution est l’image de « voiture bon marché » de la marque et la volonté de maintenir cette image sur le territoire américain. Les clients Porsche d'Amérique du Nord ont droit à des concessionnaires mixtes Porsche-Audi, cette dernière marque correspondant davantage au standing Porsche (VW a acheté Audi en 1964).
Si le succès de cette 914 « sportive entrée de gamme » n'est pas au rendez-vous en Europe, ce modèle se vend relativement bien aux États-Unis. La production totale, entre 1969 et 1976, s'élève à 115 000 unités pour les 914-4 et à 3 500 unités pour les 914-6, une des voitures à moteur central les plus vendues au monde de cette époque (contre 89 2561 exemplaires de Porsche 911 (901) vendues entre 1963 et 1973).

## Compétition

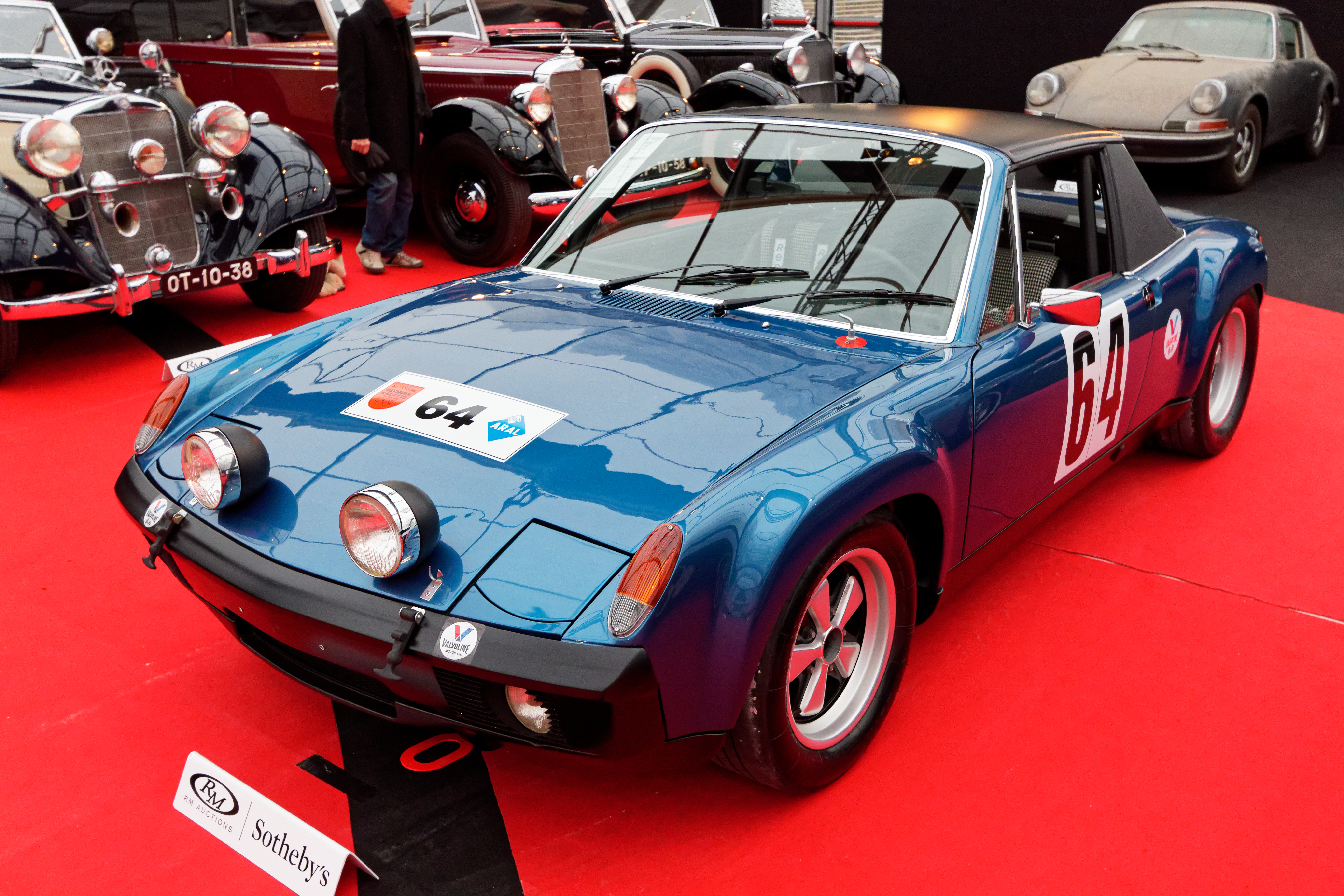
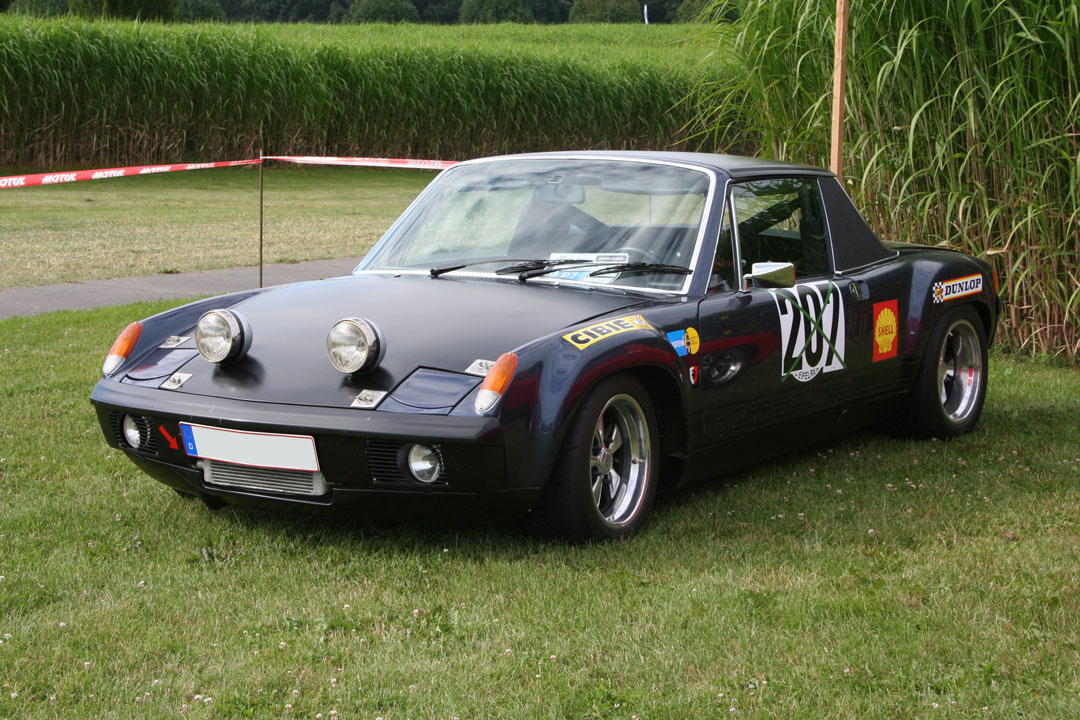
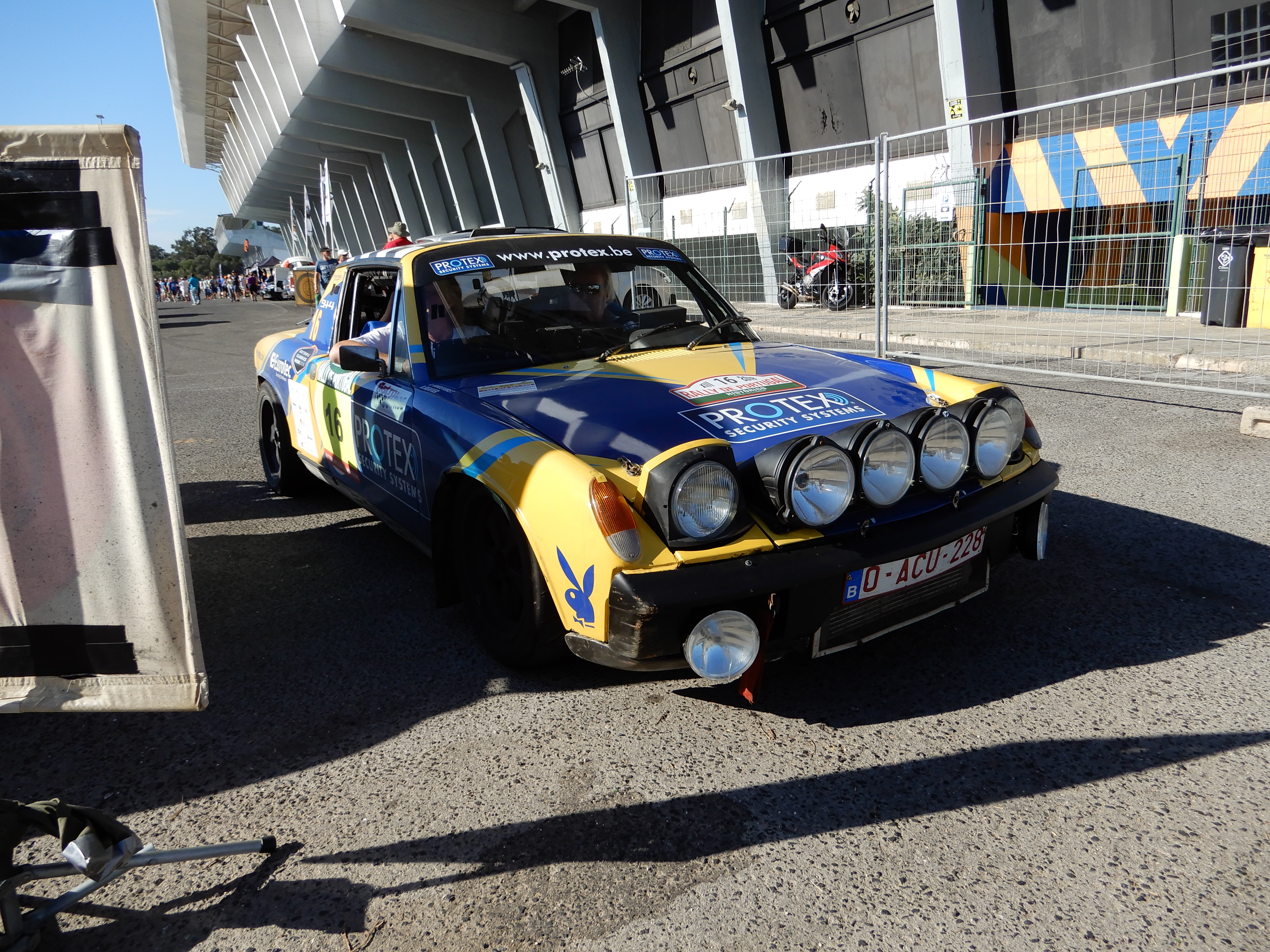
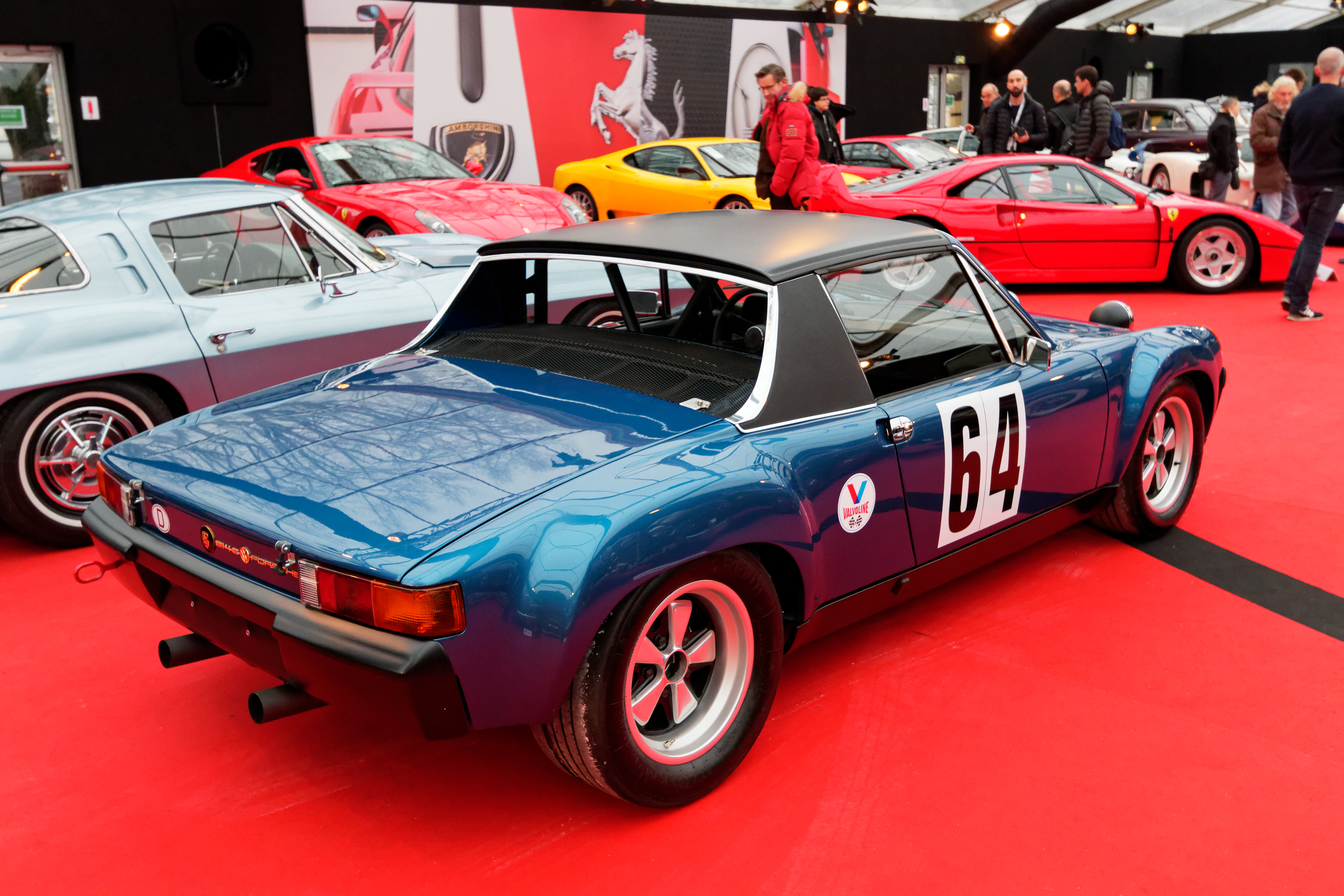

Quelques modèles de compétition :  